# Gyrobuss
Gyrobuss är en buss (fordon för persontransport) med hybriddrift som använder energin lagrad i ett stort svänghjul (gyro) för att driva fordonet mellan hållplatserna. På elektrifierade sträckor kunde bussen framdrivas som ordinarie trådbuss. Tekniken har använts under 1950-talet i Yverdon i Schweiz, Léopoldsville /nuvarande Kinshasa i belgiska Kongo och Gent i Belgien.
Vid hållplatsen anslöts bussens generator/elmotor via stolpkontakter (liknande en trådbus) till elnätet och snurrade upp ett betongsvänghjul på ca 3 ton till 3000 varv/minut. Detta tog en halv till tre minuter, varefter den lagrade energin användes för att driva bussen upp till sex kilometer till nästa uppladdningsställe, motorn som användes för att snurra upp hjulet vid hållplatserna användes då som generator. Framdriften av bussen skedde som i konventionell trådbuss, med en elmotor. Drivmotorn användes som generator vid bromsning och laddade upp svänghjulet. Gyrobussar kunde nå hastigheter på upp till ca 60 km/h.
Fördelarna var att man fick tysta och avgasfria fordon. Nackdelen var den stora tyngden som måste fraktas runt (till en motsvarande energikostnad), dålig driftsäkerhet, slitage på vägar på grund av den ökade tyngden och inte minst "styva" vägegenskaper då hela konstruktionen betedde sig som ett gyro, dvs bussen höll sig rak i kurvor. Nackdelarna ansågs problematiska och tekniken lades ner.